# Eva Hild
Eva Sofia Hild (* 8. November 1966 in Lidköping, Provinz Västra Götalands län, Schweden) ist eine schwedische Bildhauerin und Keramikerin.

## Leben
Hild wuchs in Borås auf und besuchte in den Jahren von 1991 bis 1994 die Abteilung für Design und Kunsthandwerk der Universität Göteborg, die Hogskolan för Design och Konsthantwerk (HDK). In den Jahren 1994–1995 lernte sie auf der Gerlesborgskolan, bevor sie 1996–1998 an ihre Hochschule in Göteborg zurückkehrte und dort ihren Abschluss Master of Fine Arts (MFA) machte.
Seit 2000 stellt Hild national und international aus. Ihre Werke stehen in verschiedenen Städten im Öffentlichen Raum. Sie lebt und arbeitet in Sparsör in der Nähe von Borås.

## Ausstellungen

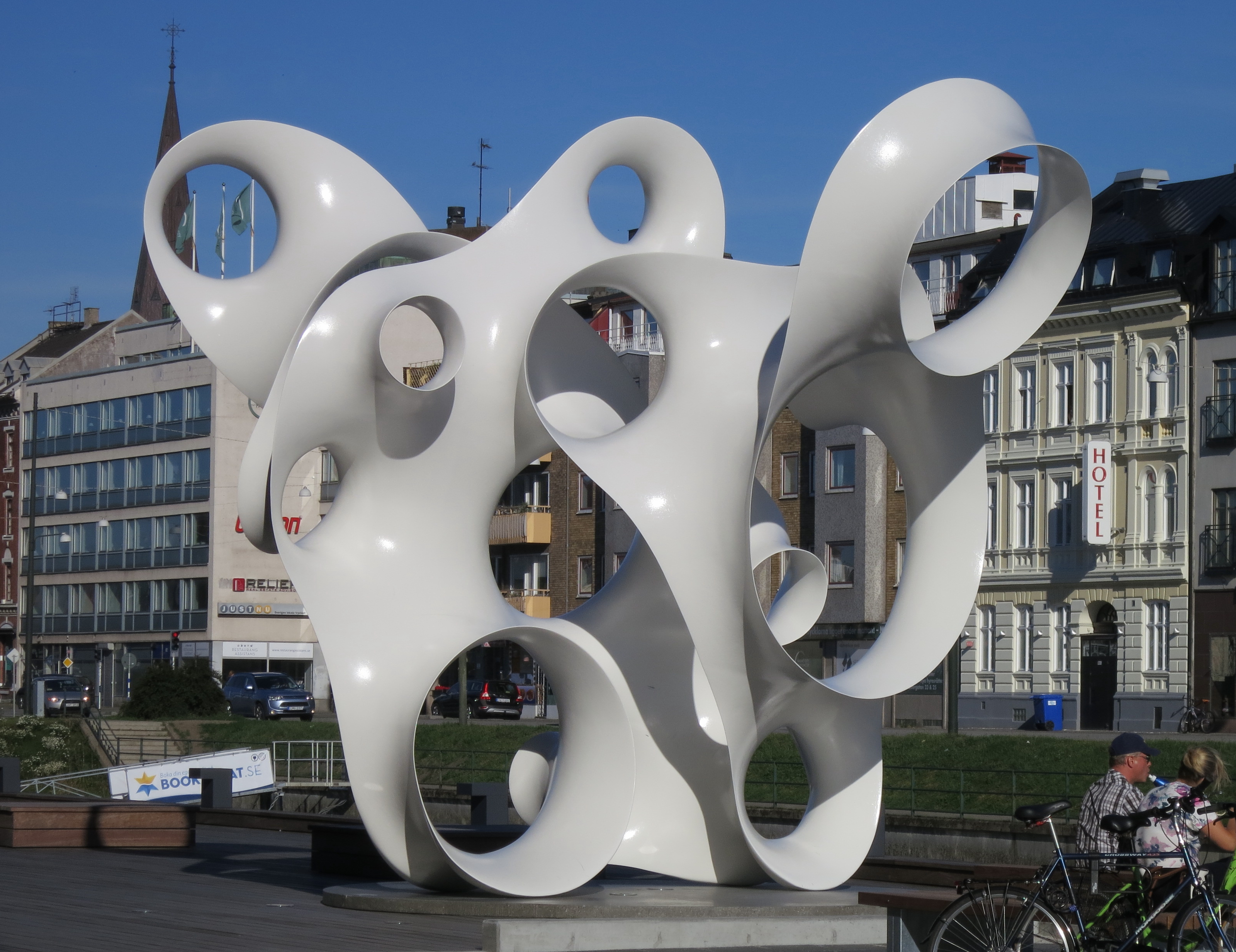
Skulptur Rubato in Malmö

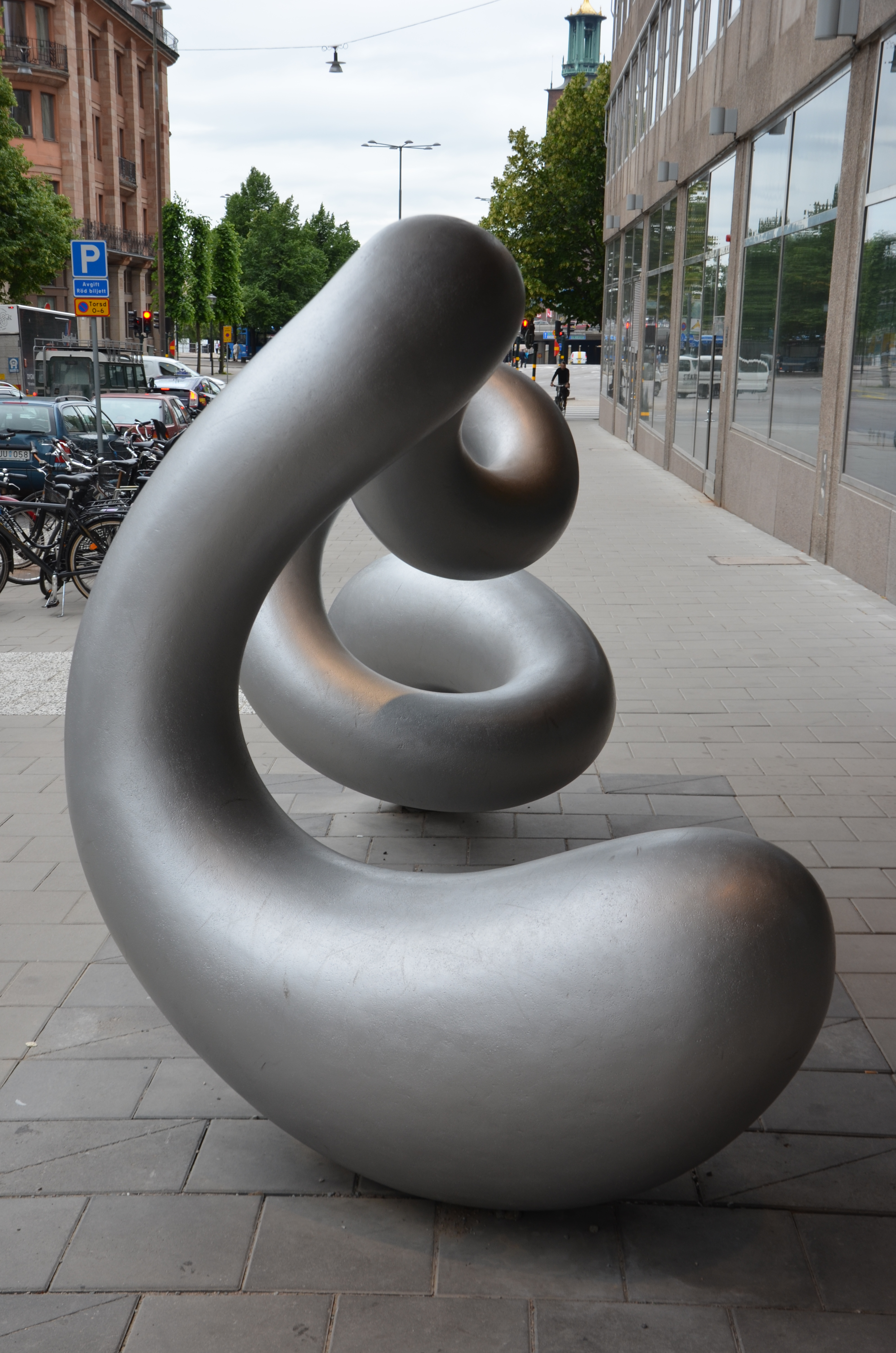
Skulptur Binär in Stockholm

- 2000: Galerie Inger Molin, Stockholm, Schweden.
- 2005: Inside out. Nancy Margolis Gallery, New York City, USA. Katalog.
- 2009: Voices - Contemporary Ceramic Art from Sweden on Tour. Yellowstone Art Museum, Billings, Montana, USA und The Trout Gallery, Pennsylvania, USA.
- 2009: Nancy Margolis Gallery, New York City, USA.
- 2009: Irreverent, Yerba Buena Center for the Arts, San Francisco, Kalifornien, USA.
- 2010: Ev+a, Exhibition of Visual Art. Limerick, Irland.
- 2013: Galerie NeC nilsson et chiglien, Hongkong.

## Kunst im Öffentlichen Raum
- 2003: Concrete Elements, Marktplatz in Koppom.
- 2003: St. Eriks, Keramikskulptur und Bodenschmuck im St. Eriks-Krankenhaus, Stockholm.
- 2006–2008: Hålrum, Skulptur in patinierter Bronze im Außenbereich des Campus Varberg in Varberg in der Provinz Hallands län.
- 2007: Whole, Skulptur in weißgestrichener Bronze Cheongju, Südkorea.
- 2010: Wholly, Aluminiumskulptur von 4 Metern Länge auf der Marktstrasse in Borås, die ein Beitrag der Künstlerin zum Internationalen Skulpturenfestival 2010 in Borås war.
- 2011: Irruption, Skulpturenpark Waldfrieden in Wuppertal.
- 2014–2015. Rubato - free flow, Konzerthaus Malmö live, das im Juni 2015 eingeweiht werden soll.
- 2014: Binär, Aluminium 400 × 200 cm, Regierungsgebäude Stockholm, Jakobsgatan.
- 2014: PLY, Aluminium 400 × 250 cm, Västerås, Schweden.
- 2016: Knoten, Aluminium, Fristad, Borås.